# Nenge tongo
 (juillet 2022).
Si vous disposez d'ouvrages ou d'articles de référence ou si vous connaissez des sites web de qualité traitant du thème abordé ici, merci de compléter l'article en donnant les références utiles à sa vérifiabilité et en les liant à la section « Notes et références ».
Les langues aluku, ndjuka et paramaca  font partie de la famille des créoles à base lexicale anglaise. Le terme généralement employé par les linguistes pour renvoyer aux trois variantes est celui de nenge tongo (en aluku et paamaka ; prononcé nenngué) ou celui de nengee (en ndjuka). Ces langues se distinguent nettement du saramaka qui est une langue de la famille des créoles à base lexicale portugaise.
C'est la langue des descendants de Marrons Africains, venant historiquement de l'Ouest Guyanais et du Suriname, localement appelés Bushinenge.
Ces langues sont connues sous les termes alternatifs suivants :
- aloukou ou boni pour celle des Aluku ;
- ndyuka, djuka, aukan, okanisi pour celle des Ndjuka ;
- paamacca ou pamaka (ce dernier est un auto-ethnonyme) pour les Paramaka.

## Caractéristiques linguistiques
Ces langues comportent cinq voyelles, soit brèves, soit longues (exemples : fo « quatre », foo « oiseau ») et seize consonnes. Fait exceptionnel dans des langues créoles, elles présentent en outre un système à deux tons (langue tonale, exemples : díì (haut-bas) « cher » s’oppose à dìí (bas-haut) « trois ») qui jouent un rôle important pour marquer la négation. Il n'existe pas d'adjectifs proprement dits mais plutôt des verbes qualificatifs. Le nom est invariable (genre ou nombre) mais il peut, le cas échéant, comporter des articles définis ou indéfinis qui marquent le nombre. La construction du possessif se fait soit par simple juxtaposition possesseur/possédé soit en intercalant fu entre le possédé et le possesseur (exemples : a kownu pikin ; a pikin fu a kownu « la fille du roi »). Le verbe est également invariable mais est souvent précédé de marques de temps, d'aspect ou de mode. C'est une langue SVO.

## Répartition géographique
En Guyane française, l'aluku se parle sur le Maroni (communes d’Apatou, Papaïchton, Maripasoula, rivière lawa les locuteurs étant appelés Boni ; le ndjuka dans la commune de Grand-Santi sur le Maroni, dans la région de Saint-Laurent-Mana, en particulier sur les routes départementales entre Saint-Laurent et Mana (CD8, CD9 et CD 10) ; et le paamaka : îles Langa Tabiki, Badaa Tabiki, au large d’Apatou. Ailleurs qu'en Guyane, l'aluku n’est pas parlé bien qu’il puisse y avoir des aluku au Suriname ils parlent ndjuka ; le ndjuka au Suriname, sur le fleuve Tapanahoni et la rivière Cottica ainsi que par des émigrés aux Pays-Bas tandis que le paamaka est parlé sur la rive gauche du Moyen Maroni.

## Nombre de locuteurs
- aluku : environ 5 900 en Guyane ;
- ndyuka : environ 14 000 en Guyane (plus du double au Surinam) ;
- paamaca : 2 800 en Guyane (autant au Surinam)

## Historique
Si les Ndjuka et les Paramaka sont des esclaves du marronnage qui se sont échappés dès le début de la colonisation du Suriname, qui était alors sous domination anglaise jusqu'en 1667, les Aluku se sont constitués plus tardivement, au milieu du XVIIIe siècle. Les deux premiers ont signé des traités de paix tandis que les Aluku se sont réfugiés en Guyane française, au début du XIXe siècle, où ils ont pris le nom de Boni.

## Codification
- code de langue IETF : djk